# Zemědým Vaillantův

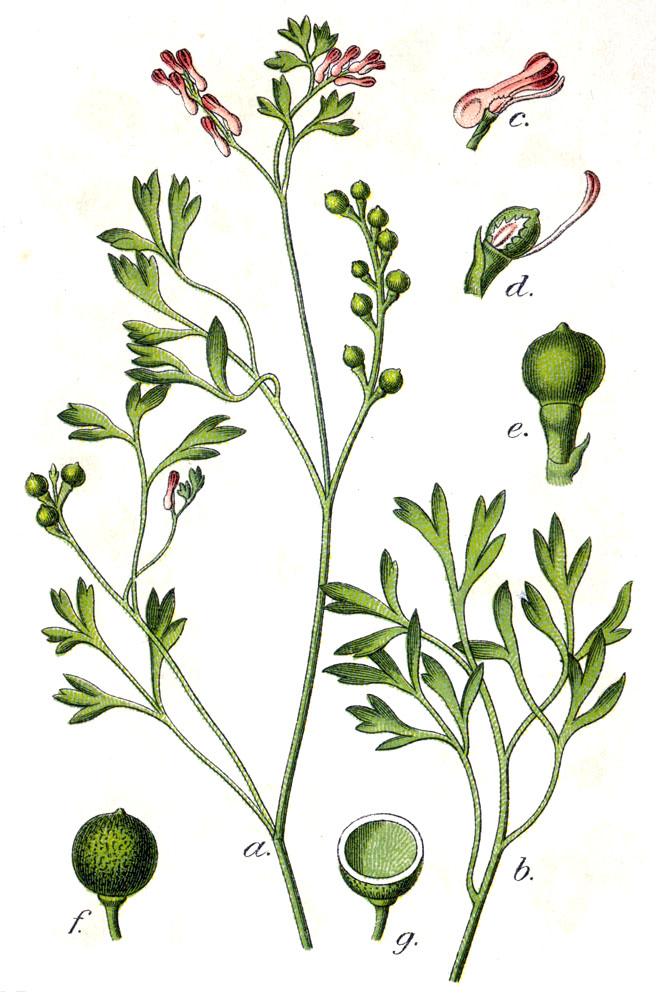
Nákres zemědýmu Vaillantova

Zemědým Vaillantův (Fumaria vaillantii) je nízká, planě rostoucí rostlina. Tento jednoletý, naturalizovaný archeofyt je druh rodu zemědým a je považován za polní plevelnou rostlinu.

## Výskyt
Druh je rozšířen v jižní a střední Evropě, v jižních oblastech Velké Británie a Švédska v západní Sibiři, Střední Asii, Íránu a na severu Afriky, druhotně byl zavlečen do Severní Ameriky.
V České republice se vyskytuje na sušších místech se zásaditou až neutrální půdou jako jsou pole, vinice, náspy, zahrady, okraje cest či lesů i rumoviště. Roste na teplejších místech v nížinách a pahorkatinách.

## Popis

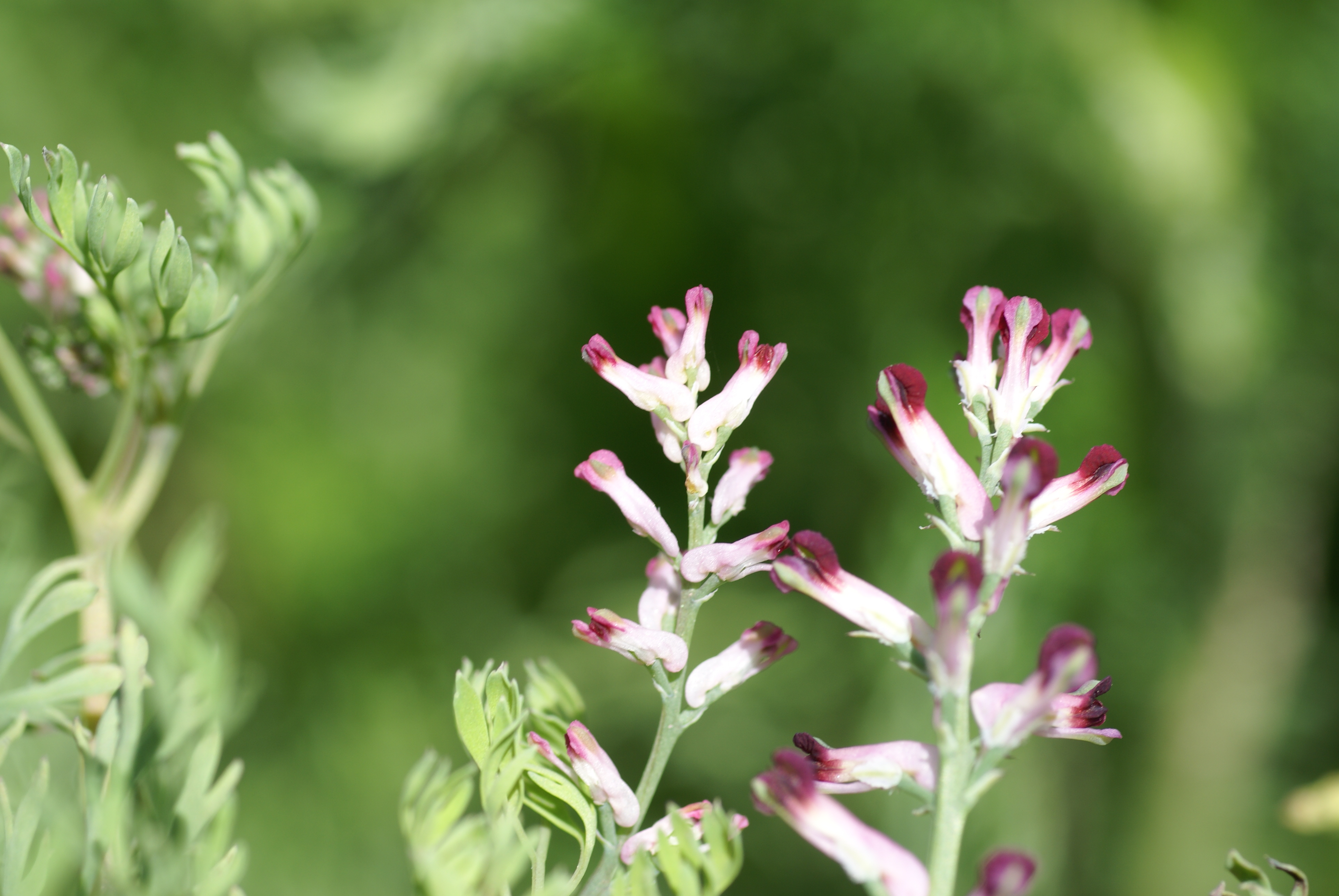
Květenství

Jednoletá bylina vysoká 10 až 30 cm, která vyrůstá z tenkého, málo větveného kořene dlouhého okolo 5 cm. Má vystoupavou až přímou lodyhu která je dutá, zpravidla rozvětvená a šedozeleně až modrozeleně ojíněná. Měkké listy s řapíky bez palistů mají čepele dvakrát zpeřeně dělené. Lístky s krátkými řapíčky jsou čárkovité, po obvodě celistvé a na vrcholu ostré. Vytrvalé listeny jsou čárkovité a bývají dlouhé 0,5 až 1,5 mm.
Oboupohlavné květy se stopkami vyrůstají ve čtyř až patnáctičetném hroznu. Opadavý kalich má dva bělavé, trojúhelníkovité, nepravidelně zoubkované lístky asi 0,5 mm dlouhé. Koruna má čtyři lístky asi 5 mm dlouhé rostoucí ve dvou kruzích, horní venkovní má úzkou ostruhu a spodní je okrouhlý, u báze jsou lístky bílé a v koncové části narůžovělé či načervenalé.
Kvetou od května do září a opylovány jsou hmyzem nacházejícím nektar u báze šesti tyčinek. Plody vyrůstají na odstávajících stopkách, jsou to kulovité, hnědé, vrásčité, jednosemenné nažky velké okolo 2 mm. Druh se rozšiřuje se výhradně semeny. Ploidie druhu je 2n = 32.

## Taxonomie
Zemědým Vaillantův se v české přírodě vyskytuje ve dvou poddruzích:
- zemědým Vaillantův pravý (Fumaria vaillantii Loisel. vaillantii), ten má listeny dosahující asi 3/4 délky stopek plodů, květy má spíše načervenalé a jeho nažky měří v průměru 2 až 2,5 mm,
- zemědým Vaillantův maloplodý (Fumaria vaillantii Loisel. schrammii) (Asch.) Nyman, jeho listeny dosahují přibližně 1/2 délky stopek plodů, květy má spíše narůžovělé a jeho nažky jsou v průměru 1,7 až 2 mm velké.

Poddruh zemědým Vaillantův maloplodý je poměrně nový taxon a není dosud zjištěno, zda jeho početní stavy se nezmenšují. Proto je v „Červeném seznamu cévnatých rostlin České republiky“ hodnocen jako druh dostatečně neprostudovaný (C4b).

## Význam
Bylina je považována za plevel, který občas zapleveluje hlavně ozimy, vytrvale pícniny a řidčeji i okopaniny. Vzniklé škody však bývají malé a ve většině případů k jeho likvidaci postačí nezanedbávat péči o půdu.